# Teucholabis (Euteucholabis) paradoxa
Teucholabis (Euteucholabis) paradoxa is een tweevleugelige uit de familie steltmuggen (Limoniidae). De soort komt voor in het Neotropisch gebied.